# (35059) 1986 QM1
(35059) 1986 QM1 es un asteroide perteneciente al cinturón de asteroides, descubierto el 27 de agosto de 1986 por Henri Debehogne desde el Observatorio de La Silla, Chile.

## Designación y nombre
Designado provisionalmente como 1986 QM1.

## Características orbitales
1986 QM1 está situado a una distancia media del Sol de 2,298 ua, pudiendo alejarse hasta 2,809 ua y acercarse hasta 1,786 ua. Su excentricidad es 0,222 y la inclinación orbital 2,080 grados. Emplea 1272,58 días en completar una órbita alrededor del Sol.

## Características físicas
La magnitud absoluta de 1986 QM1 es 15,8. Tiene 1,839 km de diámetro y su albedo se estima en 0,25. 